# Diseño interior

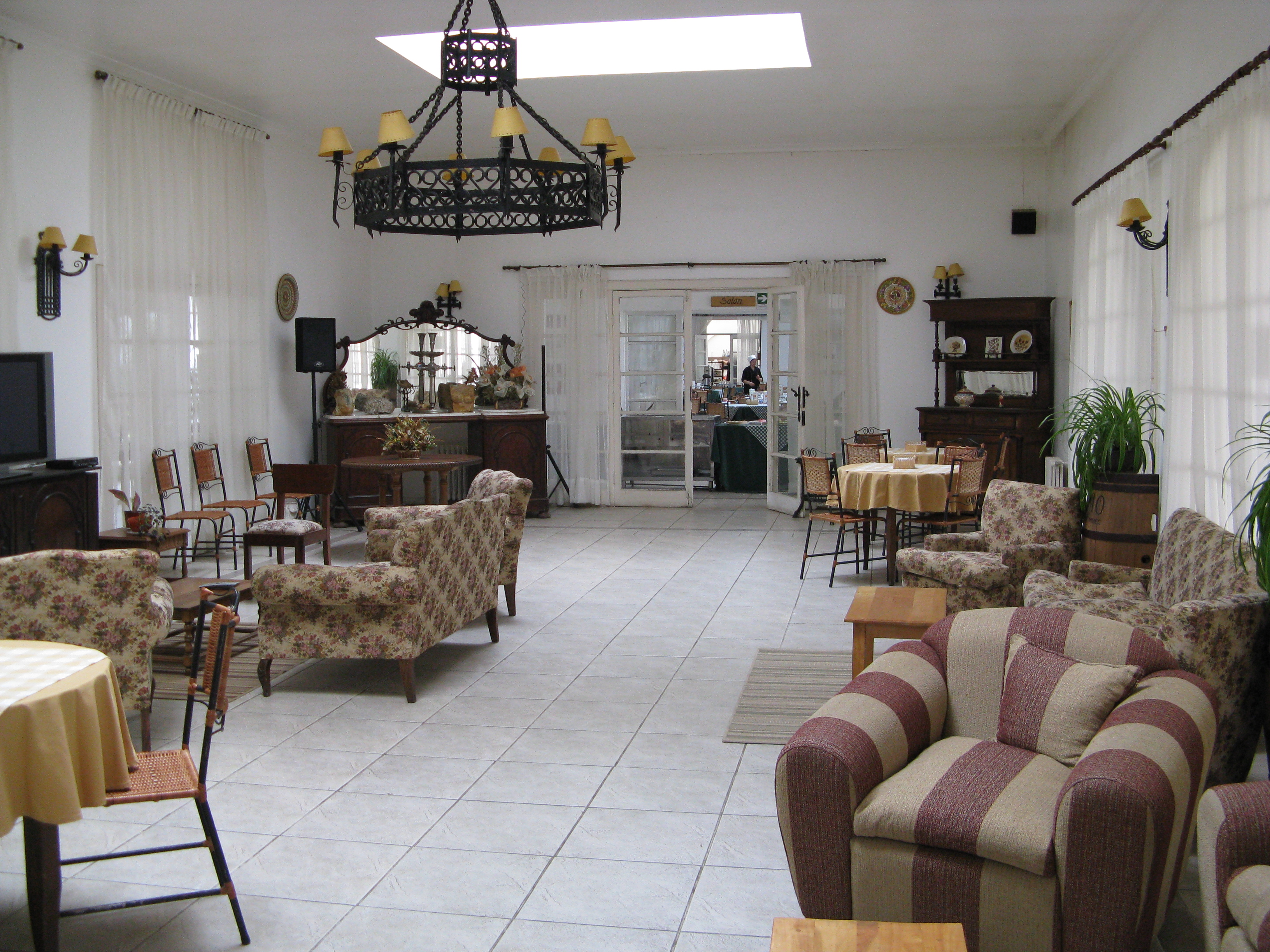
Diseño de interior de una sala de estar.

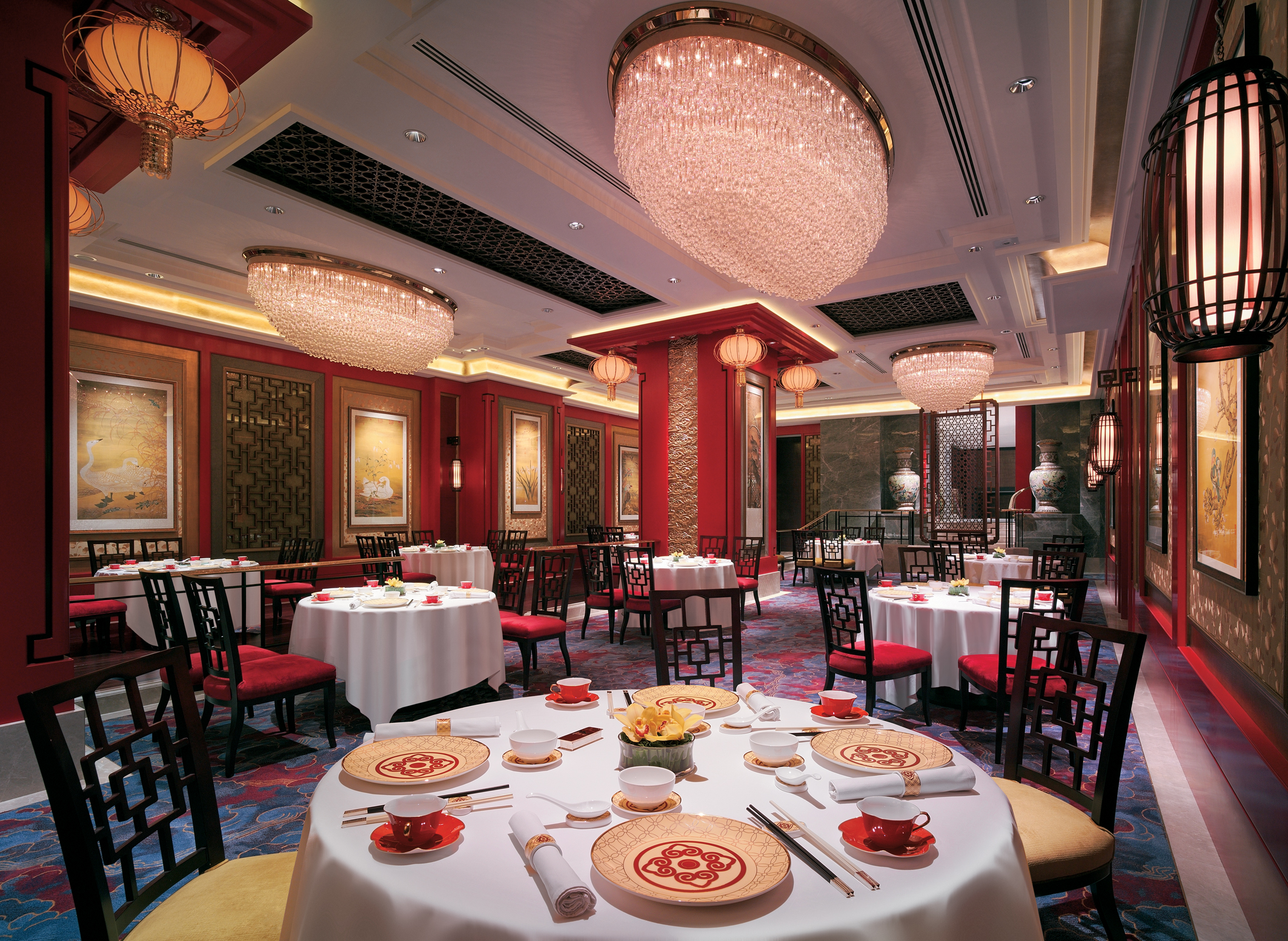
Diseño de interiores en un restaurante

El diseño interior o interiorismo es la disciplina proyectual involucrada en el proceso de formar la experiencia del espacio interior, con la manipulación del volumen espacial, así como el tratamiento superficial.
No debe ser confundido con la decoración interior, el diseño interior indaga en aspectos de la psicología ambiental, la arquitectura, y del diseño de producto, además de la decoración tradicional. Un diseñador interior o de interiores, es un profesional calificado dentro de este campo, quién diseña interiores como oficio.
El diseño interior es una práctica creativa que analiza la información programática, establece una dirección conceptual, refina la dirección del diseño, y elabora documentos gráficos de comunicación y de construcción. “Los objetivos del diseño de interiores son el logro de ventajas funcionales, el enriquecimiento estético y la mejora psicológica de dichos espacios interiores” (Ching & Binggeli, 2015).

## Historia
En el siglo XIX, el Diseño de Interiores era aún una disciplina a la cual se la veía totalmente externa a la Arquitectura, y se la reducía a la creencia de que esta era una especie de “aplicación mecánica” de diversas partes del arte y el diseño, tales como la Arquitectura, Bellas Artes, Ebanistería, Tapicería, etc. Sin embargo, con el perfil de época de la Revolución Industrial y la aparición de la burguesía, se comenzó a dar una internalización de los diseñadores europeos, y principalmente los Franceses, en trabajos como la Maison Jansen (1880).
Continuando con los avances del siglo XIX, comenzaron a surgir en el Interiorismo diferentes reglas de uso según el punto de vista en el que podía entenderlo cada una de esas personas. Catherine E. Beecher, feminista y escritora, escribió acerca del uso y la espacialidad del hogar situándose en el rol de mujer; o E. Maincent, que determina la ubicación y estilo del mobiliario que fueron representadas en plantas y vistas. 
Con aparición de nuevos estilos arquitectónicos, en el siglo XX, tales como el Neoplasticismo, el Cubo expresionismo y demás, se le comienzan a dar características más formadas al Diseño de Interiores pero aún sin construcción alguna de la Teoría del Diseño de Interiores.
En 1929, se funda la Union des Artistes Modernes, integrada por artistas modernos que a su vez, se ocupaban de reconocer a esta asignatura en relación directa con el confort y con la calidad de vida, lo cual se le había negado décadas atrás. 
Pasando la Segunda Guerra Mundial, comienzan a aparecer Escuelas de Diseño de Interiores tales como École Camondo de Paris (1944) y la École Supérieure des Arts Mordernes de París (1949); y ya para la segunda mitad del siglo XX, logra institucionalizarse como una profesión.
Hoy en día, se intenta suplantar la Teoría del Diseño de Interiores, por otras como Historia de los Estilos o Historia del mobiliario, y descreer tal disciplina, ya que es de gran complejidad llegar a un análisis certero que resulte en la Teoría del Diseño de Interiores, debido a que es un tipo de arte efímero que se diferencia de la arquitectura por su no duración en el tiempo. Es por eso que se intentará explicar esta Teoría a través de un recorrido histórico más extenso.
La aparición del Diseño de Interiores como disciplina genera y requiere la fijación de un campo teórico y su necesaria materialización, como lo sugieren Cours d'Architecture de d’Aviler y Livre d’Architecture de Boffrand, donde dice “.. las decoraciones interiores son en este momento un sector considerable de la arquitectura..” 

### Origen y fundamentos
El origen del Diseño se percibe entre los siglos XIV y XVIII, donde se detecta que no es un simple resultante arquitectónico, y comienza a pensar en su autonomía. Para el siglo XVII, se reconoce a Francia como productor de un nuevo concepto de la interioridad, y que nada tendrá que ver con la parte estilística, sino que está relacionado con el interior y la espacialidad de una forma integral. Ya no se trataría de simples planos que conforman un espacio, sino que se comienza a generar espacialidad con una identidad propia. 
“Modelar el espacio en estancias con un carácter especial es el principal arte del diseñador de interiores. Son varios los temas que influyen en las proporciones de las estancias y su ubicación en planta, incluyendo en uso que se le adjudica, la forma en que el mobiliario y los accesorios ocuparan el espacio y las limitaciones impuestas por la normativa..”

Un gran ejemplo de este siglo es el Salón de la Princesa de Soubise del Hotel de Rohan-Soubise (Francia), en donde el espacio y el equipamiento se potenciaban en una escala totalmente creciente. Para ese entonces, quien gobernaba Francia era Luis XIV, el mismo que le encargó  obras extraordinarias como el Palacio de Versalles a arquitectos como  Charles Le Brun y Louis Le Vau , siendo este último uno de los primeros interioristas de las historia, aunque para ese momento no solían llamarse como tal. 

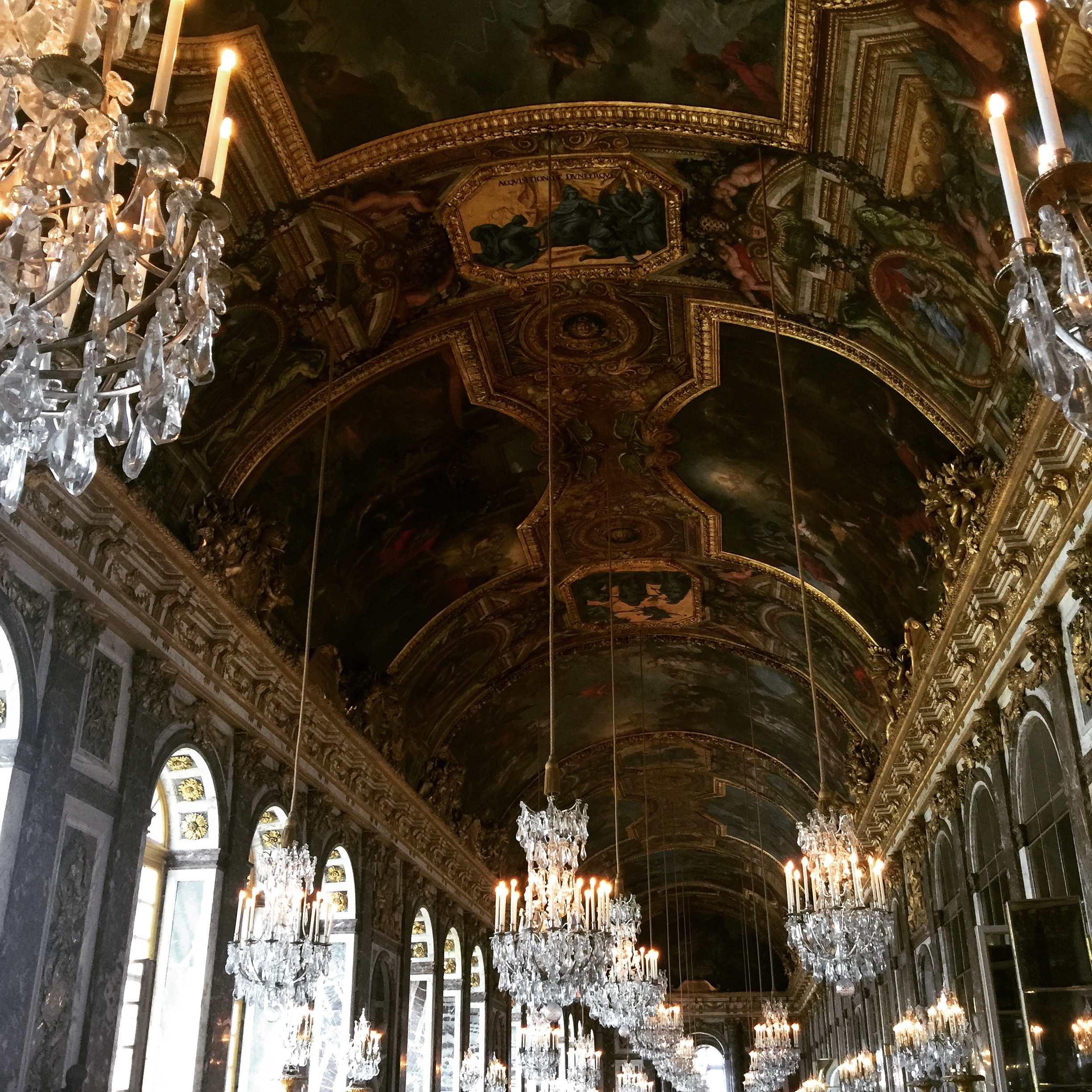
Palacio de Versalles

Francia comienza a utilizar formas de expresión que solía utilizar la arquitectura, de las cuales la más destacada es el sistema Monge creado por Gaspar Monge en 1799. A su vez, el Diseño de Interiores comienza a incorporar ciertas leyes. Estos son, la regularización, que hace referencia a dar una forma siguiendo un orden euclidiano relacionado con la armonía; la axializacion, el hecho de organizar espacios y equipamientos con un sistema de ejes y planos; la proporcionalidad, que inscribe el espacio y el equipamiento siguiendo un orden matemático; y por último, la confortabilidad, que deja de ser una ley como tal debido a que no es estricta, para intentar buscar constantemente  la comodidad que conlleva el habitar, realizando modificaciones en mobiliarios, variando sus partes, multiplicando los diferentes tipos de muebles, modificar las tapicerías de almohadones, uso de colores según épocas del año, etc.
En el siglo XIX, como ya mencionamos anteriormente, había un contexto burgués que conformó una parte en la historia del Diseño de Interiores, dado que se instaló un tipo de estética muy ligado a esa clase social, y en donde todos los valores de esa época fueron reflejados en la forma de expresar el Diseño. Los interiores franceses eran destacados principalmente por su elegancia, pero también por su comodidad. Eran admirados por otros países, los cuales adaptaban los diseños franceses y los hacían más modestos dirigiéndolos, en este caso,  a las clases trabajadoras.
A mediados del siglo XIX, surge el movimiento Art & Crafts, llevado a cabo por William Morris y John Ruskin, que parte de una base social y deja de lado el labor de la máquina para revalorizar el trabajo artesanal que había sido protagonista en un momento de estética medieval. Este movimiento reformista, ofrecía diseños honestos con materiales de calidad, la obra artesanal y la belleza en el entorno. Dicha posición genera un fuerte impacto en las artes, y lleva a diseñadores a pensar el Diseño de Interiores sin la influencia de rasgos históricos. Dicha perspectiva, se afianza para el siglo XX y se consolida con la modernidad. Surgen, en este siglo, la aparición del Art Déco, el cual es desplazado por el Movimiento moderno, nacido en Bauhaus, la cual defendía la funcionalidad y el uso de colores. Un ejemplo es Le Corbusier, quien sigue con los principios de la Bauhaus, y proyectó una casa que potenciaba al máximo la luz y el espacio. En este siglo que corre, el interiorismo dejaba de ser una novedad para terminar de establecerse, teniendo cada día más personal especializado.

## Campo de acción de la profesión
Los diseñadores de interiores pueden realizar alguna o todas las actividades siguientes, entre otros deberes y responsabilidades:
- Investigar y analizar la disposición y descripción detallada del proyecto.
- Desarrollar la documentación del contrato para facilitar la tasación, consecución e instalación de los muebles.
- Proporcionar los servicios de gerencia de proyecto, incluyendo la preparación de los presupuestos y de los horarios del proyecto.

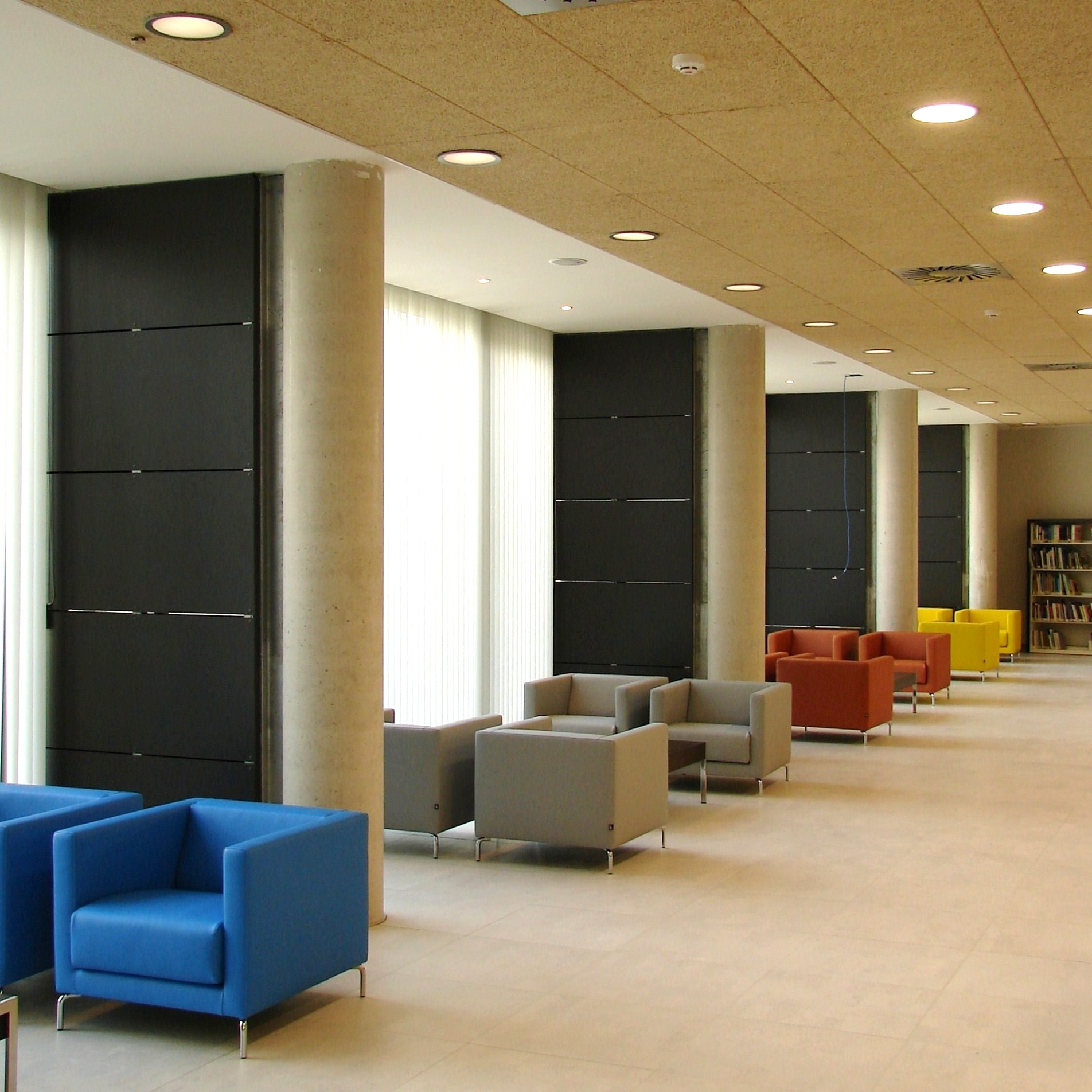
Biblioteca - Public Library- Lope de Vega (Tres Cantos)

- Elaborar los documentos de construcción tales como planos, elevaciones, detalles, especificaciones para ilustrar los varios elementos del concepto de diseño, incluyendo las disposiciones y localizaciones del tendido de energía y comunicaciones, las localizaciones no-estructurales o no-sísmicas, del techo, diseño de iluminación, la disposición de los muebles y los materiales.

- Elaborar los documentos de construcción que adhieren a los códigos regionales sobre materiales ignífugos, los códigos municipales y cualesquiera otros estatutos, regulaciones y pautas jurisdiccionales que se apliquen al espacio interior.
- Coordinar y colaborar con los profesionales aliados al diseño incluyendo quienes proporcionan los servicios adicionales para el proyecto de diseño, pero no limitado a los arquitectos, los ingenieros estructurales, los ingenieros industriales y los ingenieros eléctricos, además de varios consultores especializados involucrados en el proyecto de diseño.

- Confirmar que los documentos de construcción para la construcción no-estructural o no-sísmica son firmados y sellados por el diseñador interior responsable, como aplicable para satisfacer los requisitos jurisdiccionales y códigos oficiales.
- Administrar como agente los documentos, las ofertas y las negociaciones del contrato con el cliente.
- Observar y divulgar la información sobre el progreso y la terminación del proyecto del diseño, además de conducir la evaluación de la postocupación y de preparar informes de la postocupación a nombre del cliente.
- Planear, proyectar, organizar, dirigir, inspeccionar, fiscalizar, reparar, restaurar y presupuestar las obras siguientes:
  - El diseño y decoración de los interiores de edificación.
  - Arreglos de fachadas y frentes como extensión del interior, que no afecten arquitectónicamente la edificación y limitada por la propiedad objeto de la modificación o reforma. Para estas modificaciones de fachadas será necesario el consentimiento por escrito del arquitecto de la obra.
  - Exhibiciones y exposiciones.
  - Mobiliario y complementos decorativos.
  - Jardinería de interiores y residenciales
- Elaborar y emitir informes, avalúos y peritajes de todo lo concerniente al diseño y decoración de interiores.
- Profesar en centros de enseñanza las materias propias de la profesión de Diseño.

## Especializaciones
Los diseñadores de interiores se pueden especializar en una determinada disciplina de diseño interior, como el diseño residencial y comercial, desarrollando así varias habilidades y áreas especializadas de diseño como la hospitalización, el cuidado de la salud y el diseño institucional. En jurisdicciones en donde la profesión está regulada por el gobierno, los diseñadores deberán poseer extensas calificaciones y demostrar su competencia en todos los ámbitos de la profesión, y no solo en una especialidad. Los diseñadores de interiores que también posean una especialidad medioambiental en el diseño de soluciones, para construcciones sostenibles podrán obtener una acreditación para este ámbito presentándose al examen del Leadership in Energy and Environmental Design (LEED).

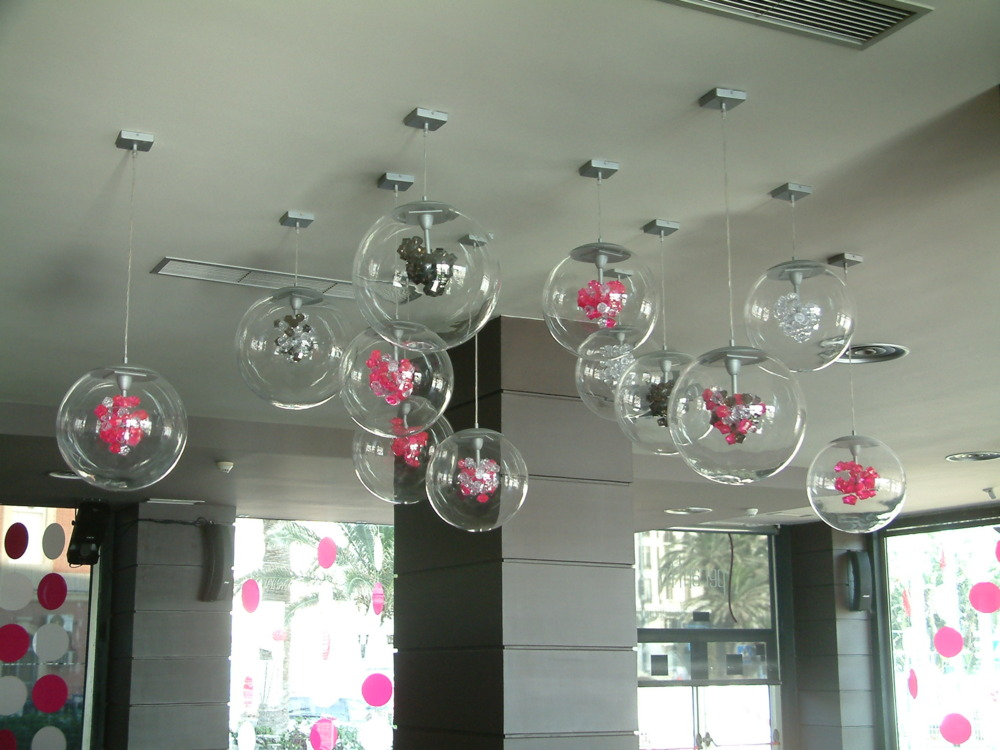
Lámparas de techo

El único límite de las áreas de especialidad que engloban a los diseñadores de interiores es la imaginación y continuamente están creciendo y evolucionando. Con el aumento del crecimiento de la población, un objetivo en alce se encuentra en el desarrollo de soluciones para mejorar el entorno doméstico de la población anciana, teniendo en cuenta los problemas de salud y de accesibilidad que pueden afectar al diseño. Se está tomando cada vez más conciencia de la habilidad de los espacios interiores para crear cambios positivos en la vida de las personas, por lo que el diseño interior se ha convertido también en relevante para este tipo de apoyo.

## Proceso de diseño
Independientemente del tipo de construcción el proceso de diseño es el mismo. El primer paso es determinar los objetivos del cliente, plazos y presupuesto. El objetivo final es casi siempre mejorar los ingresos del cliente - incluso en los hogares se tendrá en cuenta el valor de reventa de la casa. El diseñador presenta luego una propuesta que esboza el concepto de diseño y el costo para realizarlo. Se especifica si además del diseño se procurarán amoblamientos, bienes o la dirección y gestión de obra y se diferencian los costos o márgenes de estos servicios. Esbozos y dibujos del diseño son necesarios antes de proceder a realizar cualquier trabajo, estos son estudios detallados del espacio existente. El primer paso una vez encargado el proyecto será la creación de estos dibujos si es que no existen.
Hoy en día, los diseñadores utilizan el diseño asistido por ordenador (planimetría CAD), a pesar de que los bocetos hechos a mano son todavía valorados por su "personalidad". CAD es un programa usado para comunicar soluciones de diseño realista en vistas a varios ángulos. Este programa optimiza el trabajo y elimina muchas horas de dibujo a mano.
Tras el estudio y trabajo de dibujo, los conceptos iniciales son presentados al cliente para su aprobación. Si se aprueba se realizan los planos de planta y, a continuación, las especificaciones detalladas de todas las modificaciones, acabados y mobiliario. Es probable que las puertas, ventanas y paredes sean re-posicionados. Por otra parte, es de gran importancia el enfoque a la construcción - por lo que el exterior se considera siempre junto con el diseño de interiores.  
Naturalmente, sólo el diseñador se encarga de la adquisición de mobiliario o gestión y dirección de obra en que va a asumir estas funciones. Muchas especificaciones de diseño se incluirán en un paquete de oferta que en última instancia, serán utilizados por una constructora, para realizar el diseño del cliente. La etapa de diseño en sitio puede prolongarse varios meses o incluso años luego de completada la especificación del diseño.

## Diseñadores notables
Entre los diseñadores de interiores más relevantes se pueden citar a Owen Jones, William Morris, Candace Wheeler, Elsie de Wolfe, Syrie Maugham, Dorothy Draper, Sibyl Colefax, Pierre François Léonard Fontaine, Margery Hoffman Smith.
Muchos de los diseñadores del siglo XX no tenían una formación específica. Entre ellos se mencionan Sister Parish, Robert Denning y Vincent Fourcade, Kerry Joyce, Kelly Wearstler, Stéphane Boudin, Georges Geffroy, Emilio Terry, Carlos de Beistegui, Nina Petronzio, Lorenzo Mongiardino, Bustper DS, y David Nightingale Hicks.
Diseñadores notables de la actualidad incluyen a: Scott Salvator, Jonathan Adler, Michael S. Smith, Martin Brudnizki, Kelly Hoppen, Kelly Wearstler, Andrew Martin International, Nina Campbell, David Collins, Nate Berkus, Sandra Espinet, Jo Hamilton y Nicky Haslam, Marialexandra Castro Salazar.